# Bilalama
Bilalama war Anfang des 20. Jahrhunderts v. Chr. Gouverneur des altbabylonischen Stadtstaats Ešnunna. Er regierte mindestens 20 Jahre und war Zeitgenosse Iddin-Dagāns und Šu-Ilišus von Isin. Die meisten historischen Erinnerungen an ihn kreisen um die Verheiratung seiner Tochter Mekubi mit Tan-ruhuratir, dem Sohn des Elamerkönigs Idaddu I. Jahresnamen aus seiner Regierungszeit bezeugen vor allem mehrere Schlachten gegen die Amoriter sowie Restaurierungsarbeiten an öffentlichen Gebäuden in Ešnunna. Seine militärischen Unternehmungen gegen die Amoriter werden durch Briefe unter amoritischen Stammesfürsten bestätigt.